# Kurhaus di Scheveningen
Il Kurhaus della località olandese di Scheveningen (il sobborgo balneare de L'Aia) è un famoso edificio, realizzato nella tra il 1886 e il 1887 su progetto di Johann Friedrich Henkenhaf e Friedrich Ebert sulle rovine di un preesistente Kurhaus distrutto da un incendio, che era stato costruito a sua volta sulle fondamenta di un preesistente stabilimento balneare eretto nel 1818.
L'edificio, che è classificato come rijksmonument, è adibito ad hotel ed ospita congressi ed eventi musicali.

 Nel corso degli anni, è stato frequentato da capi di stato, politici, e ha ospitato varie star del cinema e della musica, ecc. (tra gli ospiti più famosi, si possono citare, Winston Churchill, Igor' Stravinskij, Marlene Dietrich, Maria Callas, Édith Piaf, Béla Bartók, Vladimir Horowitz, Audrey Hepburn, Pablo Casals, Michail Gorbačëv, Joan Crawford, Ray Noble, Al Bowlly e i Rolling Stones).

## Storia
Le origini del Kurhaus di Scheveningen risalgono al 1818, quando Jacob Pronk costruì uno stabilimento balneare in legno.
Nel 1885, l'edificio fu riconvertito dal comune di Scheveningen e dalla fondazione Maatschappij Zeebad in uno stabilimento per le cure (Kurhaus).
L'edificio andò però quasi subito distrutto da un incendio  e fu quindi ricostruito tra il 1886 e il 1887 nello stile di un palazzo barocco su progetto degli architetti tedeschi Johann Friedrich Henkenhaf e Friedrich Ebert.

Il nuovo edificio poteva disporre di 120 camere e di 2 ristoranti.

Nel 1904, la sala del Kurhaus fu abbellita da dipinti realizzati dal pittore belga Van Hoeck.
Nel 1964, il Kurhaus di Scheveningen ospitò uno degli ultimi grandi eventi dell'epoca, un concerto dei Rolling Stones..

Solamente cinque anni dopo, l'edificio si trovava infatti già in uno stato di degrado e fu chiuso..

Per questo motivo, fu intrapresa, a partire dal 1972 un'ampia opera di restauro, dal costo di 110 milioni di fiorini.
Il "nuovo" edificio, che poteva disporre di 241 camere, 2 ristoranti e 14 sale conferenze, fu inaugurato l'8 maggio 1979 alla presenza della regina Beatrice.

## Galleria d'immagini

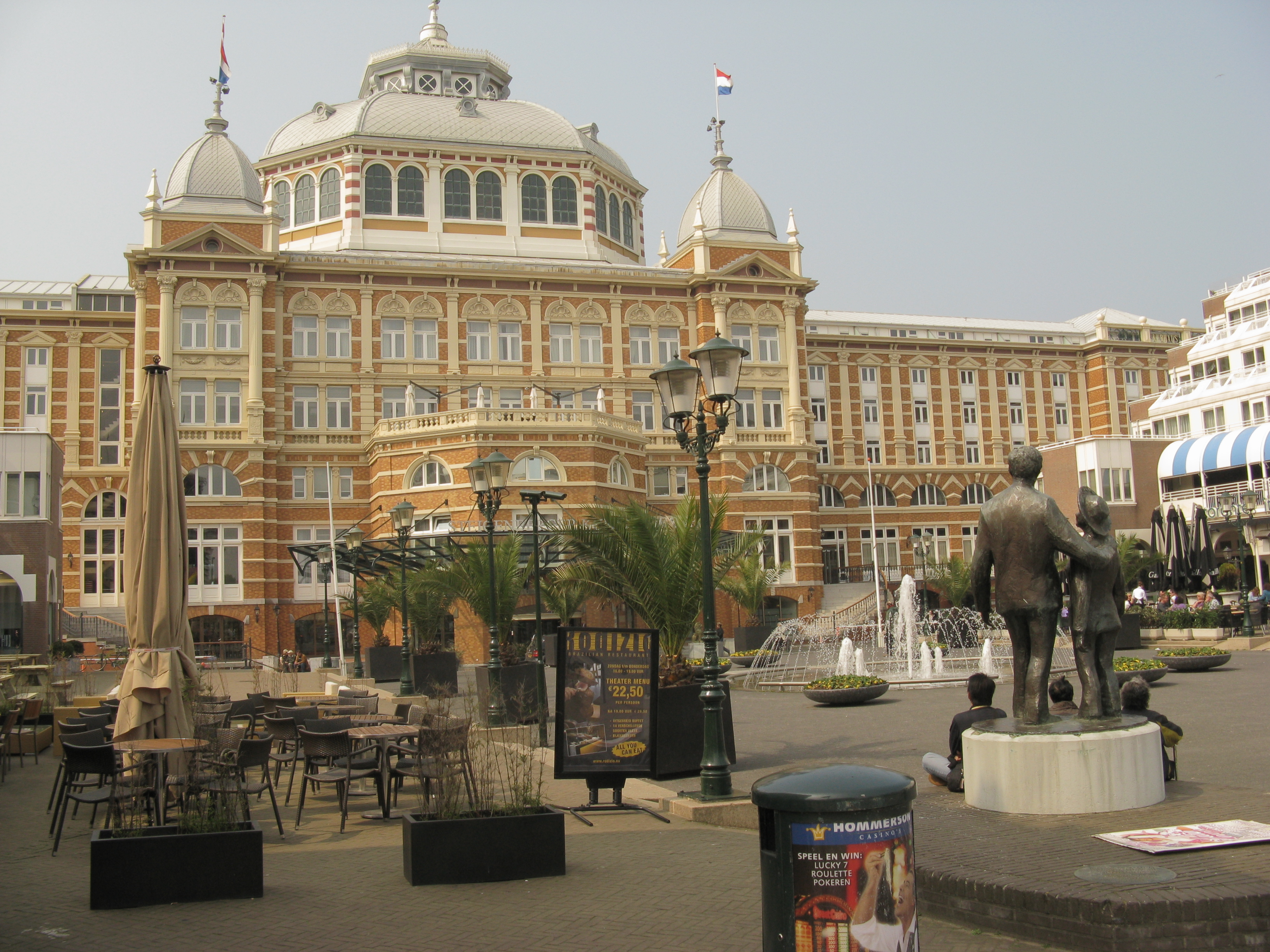
Il Kurhaus di Scheveningen
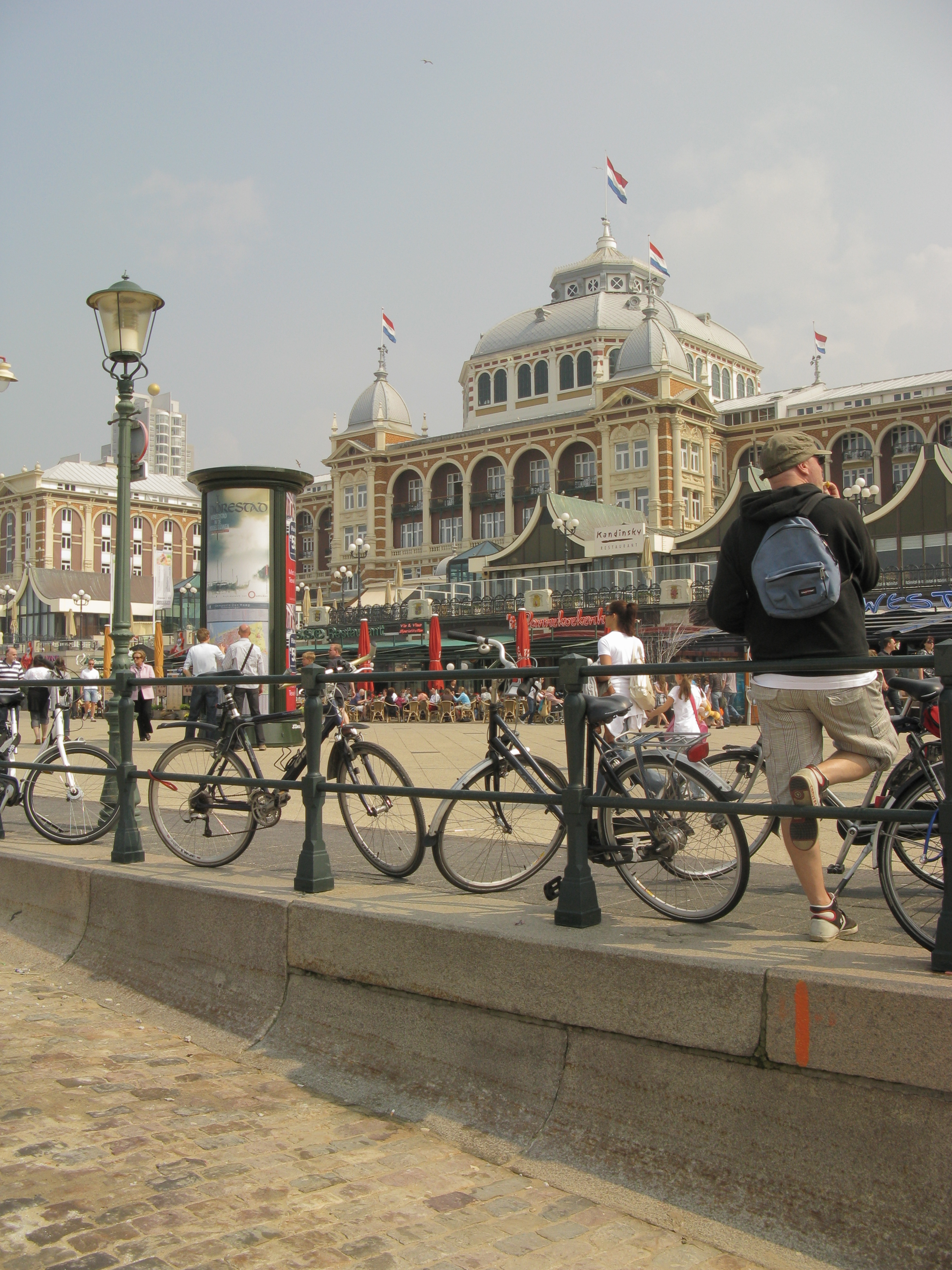
Il Kurhaus di Scheveningen e la spiaggia adiacente
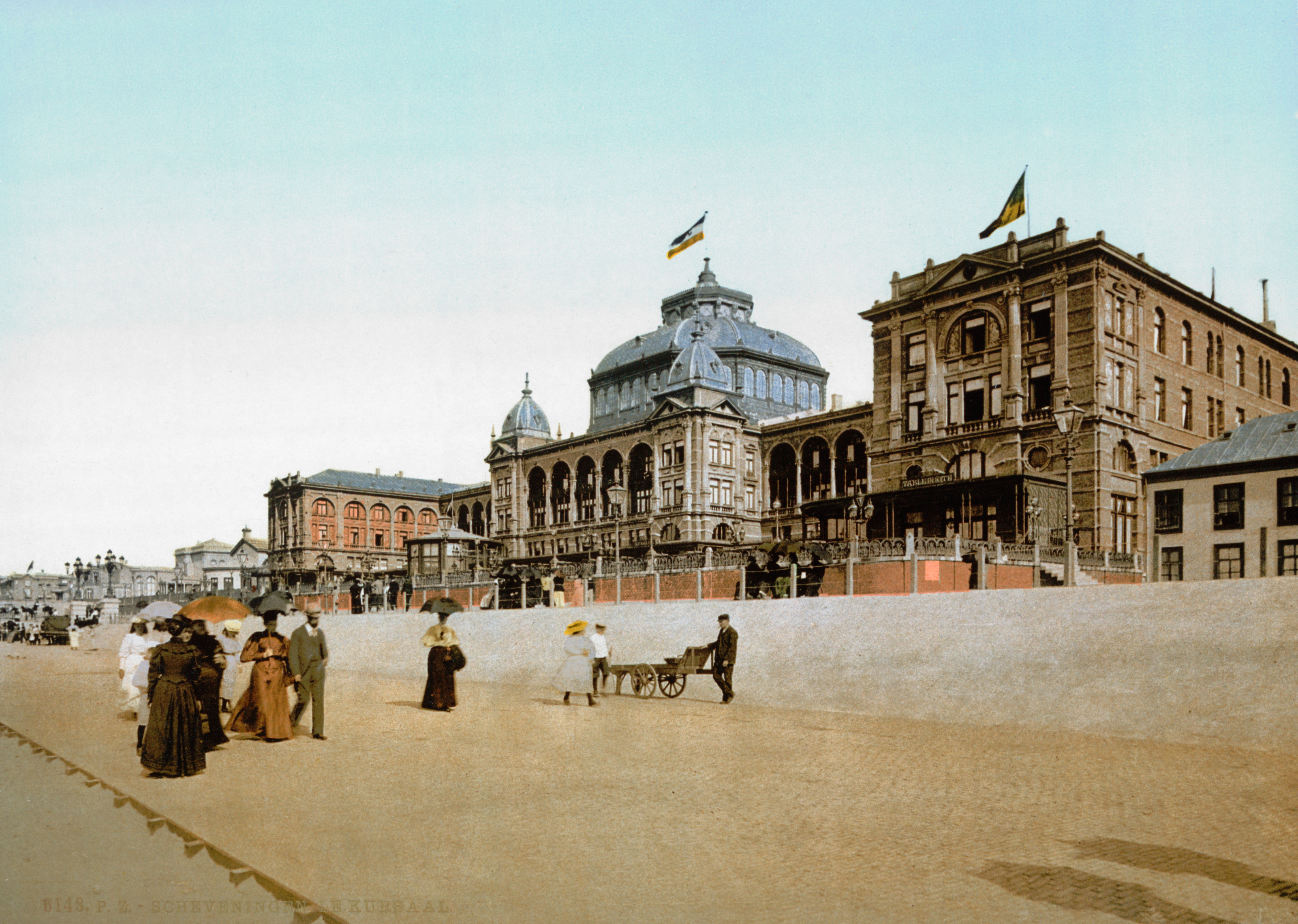
Il Kurhaus di Scheveningen alla fine del XIX secolo
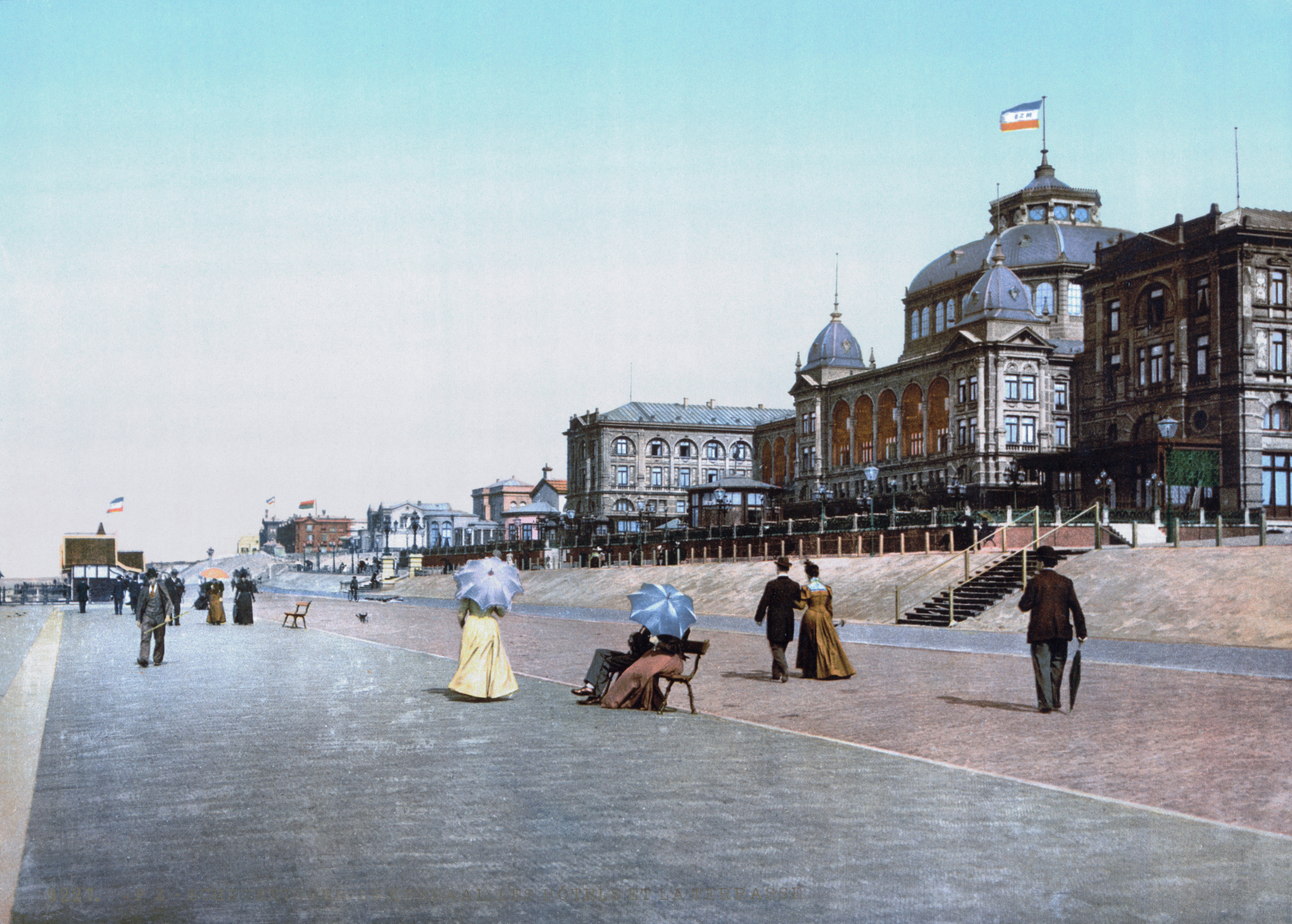
La terrazza del Kurhaus di Scheveningen alla fine del XIX secolo
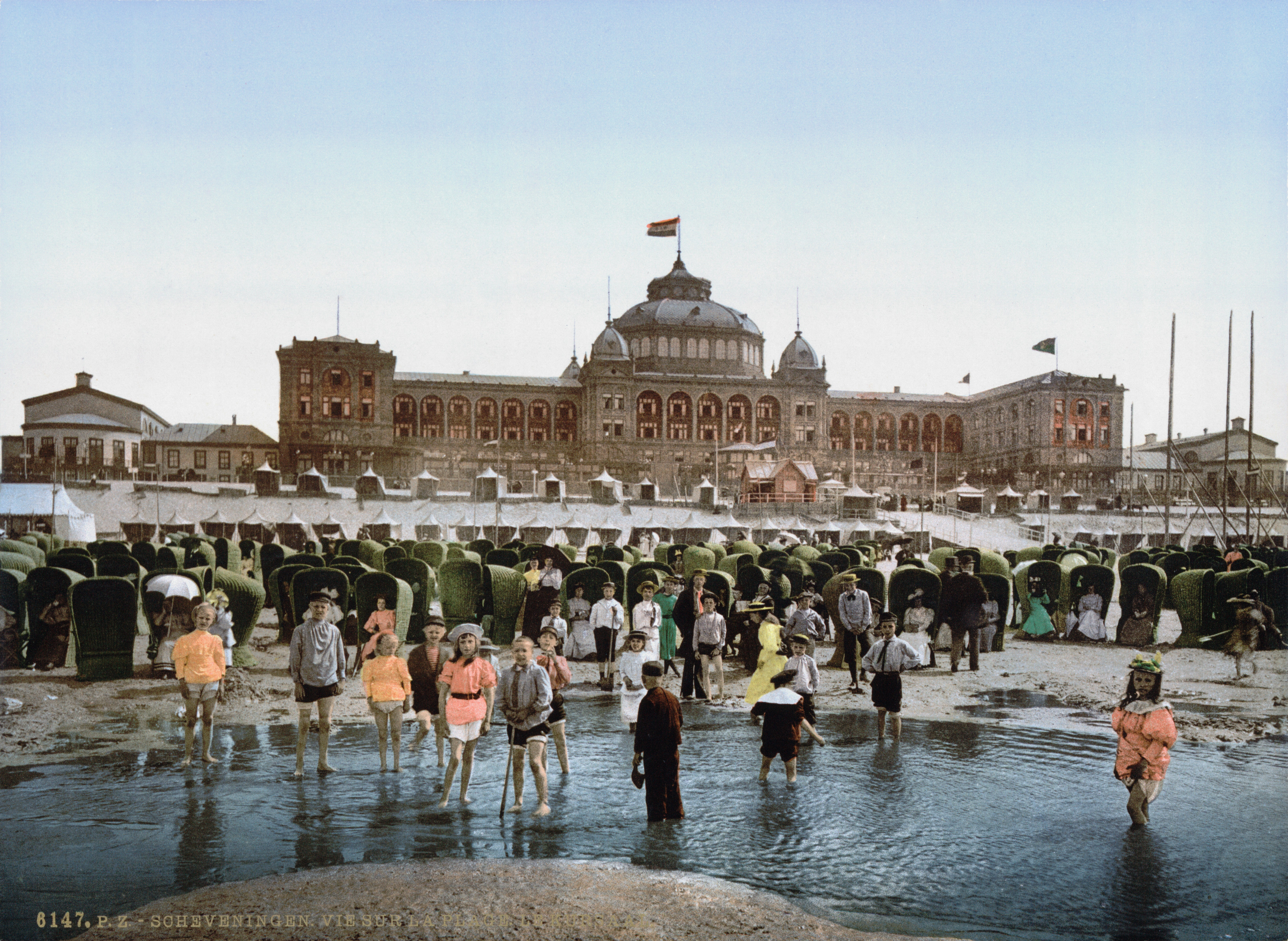
Il Kurhaus di Scheveningen e la spiaggia adiacente alla fine del XIX secolo